# Ministère de l'Air (Italie)
Pour les autres articles nationaux ou selon les autres juridictions, voir ministère de l'Air.
Le ministère de l'Air (en italien : Ministero per l'Aeronautica) était, dans l'Italie fasciste, chargé de toutes les questions touchant à l'aéronautique militaire et civile au cours de l'entre-deux-guerres.

## Historique

### Origines
En 1912, après la guerre italo-turque, une inspection aéronautique est créée au ministère de la Guerre, qui deviendra plus tard la direction des services aéronautiques.
Le gouvernement Orlando crée un « Commissariat général à l'aéronautique » (« Commissariato generale per l'aeronautica ») au sein du ministère de l'Armement et des Munitions, et le 1er novembre 1917 le député Eugenio Chiesa est nommé commissaire. En décembre 1917 est créée la Direction générale de l'aviation, confiée au colonel Giulio Douhet, mais celui-ci rompt rapidement avec Chiesa et le quitte en avril 1918. Le 24 novembre 1918, les services de l'intendance reviennent au ministère de la Guerre. Le 30 juin 1919, la Direction générale de l'aéronautique est transférée au ministère des Transports maritimes et ferroviaires.
Dans son premier cabinet, le chef du gouvernement Benito Mussolini, le 24 janvier 1923, crée un Commissariat général à l'aéronautique, avec des fonctions à la fois militaires et civiles, avec le même Premier ministre comme commissaire et le commissaire adjoint Aldo Finzi, qui prépare les mesures législatives pour la création de l'Arme et du ministère autonome. Il nomme deux directeurs généraux : Giulio Douhet, qui devient général de division, pour l'armée de l'air, et le lieutenant-colonel Arturo Mercanti pour l'aviation civile.
Puis vint la création d'une nouvelle force armée, la Regia Aeronautica (Force aérienne royale) par le décret royal n° 645 du 28 mars 1923 : elle se vit confier toutes les forces aériennes militaires du Royaume et des colonies, tant du Regio Esercito (Armée royale) que de la Regia Marina (Marine royale).
Le 14 mai 1925, le poste de commissaire adjoint à l'aéronautique est supprimé et celui de sous-secrétaire d'État à l'aéronautique créé, auquel est nommé le général Alberto Bonzani.

### Constitution
Le ministère de l'Air a été créé le 30 août 1925 par le décret royal n° 1513, qui a transformé le commissariat en ministère. Il était responsable de l'aviation militaire et de l'aviation civile et comprenait tous les services d'aviation qui relevaient auparavant du ministère de la Guerre. Au départ, elle comptait trois directions générales : la direction du personnel militaire et des écoles de l'armée de l'air, la direction du personnel civil de l'armée de l'air et la direction du corps de l'armée de l'air.

Entrée au ministère en 1939.

Mussolini conserve le ministère pour lui-même de 1925 à 1929, puis de 1933 jusqu'à la fin du régime fasciste le 25 juillet 1943, avec un militaire (à l'exception de Raffaello Riccardi), nommé sous-secrétaire d'État, qui est délégué à la gestion ordinaire. De 1929 à 1933, le ministre est Italo Balbo, déjà sous-secrétaire depuis 1926, qui donne une impulsion considérable à l'essor de l'aviation.
Le bâtiment du ministère, situé à proximité de la Cité universitaire et de la gare Termini, est l'historique Palazzo Aeronautica. Conçu en 1929 par l'ingénieur Roberto Marino et inauguré en 1931, il a été complété par le bâtiment de l'ancienne école de guerre aérienne, le bâtiment du club des officiers de l'armée de l'air et le bâtiment E.S.T.O. (Edificio Servizi Tecnico Operativi). (Bâtiment des opérations techniques) construit dans les années 1980.

### Suppression
Mario Cingolani fut le dernier ministre du premier gouvernement de la République (De Gasperi II), jusqu'au décret n° 17 du chef d'État provisoire du 4 février 1947, lorsque le gouvernement De Gasperi III ordonna la fusion avec le ministère de la Guerre et le ministère de la Marine dans le nouveau ministère de la Défense, qui conserva la direction générale de l'aviation civile et du trafic aérien jusqu'à ce que les responsabilités de l'aviation civile soient transférées en 1963 au ministère des Transports et de l'Aviation civile.

## Organisation
L'organisation du ministère en 1942 est la suivante:
- Cabinet du ministre,
- Direction générale du personnel militaire
- Direction générale du personnel civil et des affaires générales
- Direction générale des services matériels et des aéroports
- Direction générale de la construction et des marchés publics,
- Direction supérieure des études et des expérimentations
- Direction générale de l'aviation civile et du trafic aérien
- Direction générale des armes et des munitions
- Direction générale des biens de l'État
- Direction générale de l'intendance militaire
- Inspection des télécommunications et de l'assistance en vol
- Inspection de la santé
- Inspection de l'ingénierie aéronautique et de la production aéronautique.

## Liste des ministres
- Liste des ministres italiens de l'Aéronautique.

## Source
- (it) Cet article est partiellement ou en totalité issu de l’article de Wikipédia en italien intitulé « Ministero dell'aeronautica » (voir la liste des auteurs).